# Calhoun Falls
Calhoun Falls és una població dels Estats Units a l'estat de Carolina del Sud. Segons el cens del 2000 tenia 2.303 habitants.

## Demografia
Segons el cens del 2000, Calhoun Falls tenia 2.303 habitants, 908 habitatges i 640 famílies. La densitat de població era de 282,3 habitants/km².
Dels 908 habitatges en un 33,4% hi vivien nens de menys de 18 anys, en un 40,5% hi vivien parelles casades, en un 24,3% dones solteres, i en un 29,5% no eren unitats familiars. En el 27,1% dels habitatges hi vivien persones soles el 13% de les quals corresponia a persones de 65 anys o més que vivien soles. El nombre mitjà de persones vivint en cada habitatge era de 2,52 i el nombre mitjà de persones que vivien en cada família era de 3,05.
Per edats la població es repartia de la següent manera: un 27,7% tenia menys de 18 anys, un 8,9% entre 18 i 24, un 26,8% entre 25 i 44, un 22,7% de 45 a 60 i un 13,9% 65 anys o més.
L'edat mediana era de 36 anys. Per cada 100 dones de 18 o més anys hi havia 83,1 homes.
Cap de les famílies estaven per davall del llindar de pobresa.

## Poblacions més properes
El següent diagrama mostra les poblacions més properes.